# 2018年中美洲及加勒比海運動會
第二十三屆中美洲及加勒比海運動會於2018年7月19日至8月3日在哥倫比亞巴兰基亚舉行，共有來自37個國家和地區的5854名運動員參加比賽。

## 主辦權
克薩爾特南戈為在申辦期限唯一提出申辦的城市，2012年10月29日正式成為主辦城市。2014年5月，克薩爾特南戈放棄主辦權。哥倫比亞巴兰基亚後來在第二次申辦中勝出，成為該屆運動會的主辦城市。